# Schronisko Christos Kakalos
Schronisko Christos Kakalos (gr. Καταφύγιο Χρήστος Κάκαλος, także: Schronisko Gamma) – górskie schronisko turystyczne zlokalizowane w masywie Olimpu w Grecji.

## Historia i charakterystyka

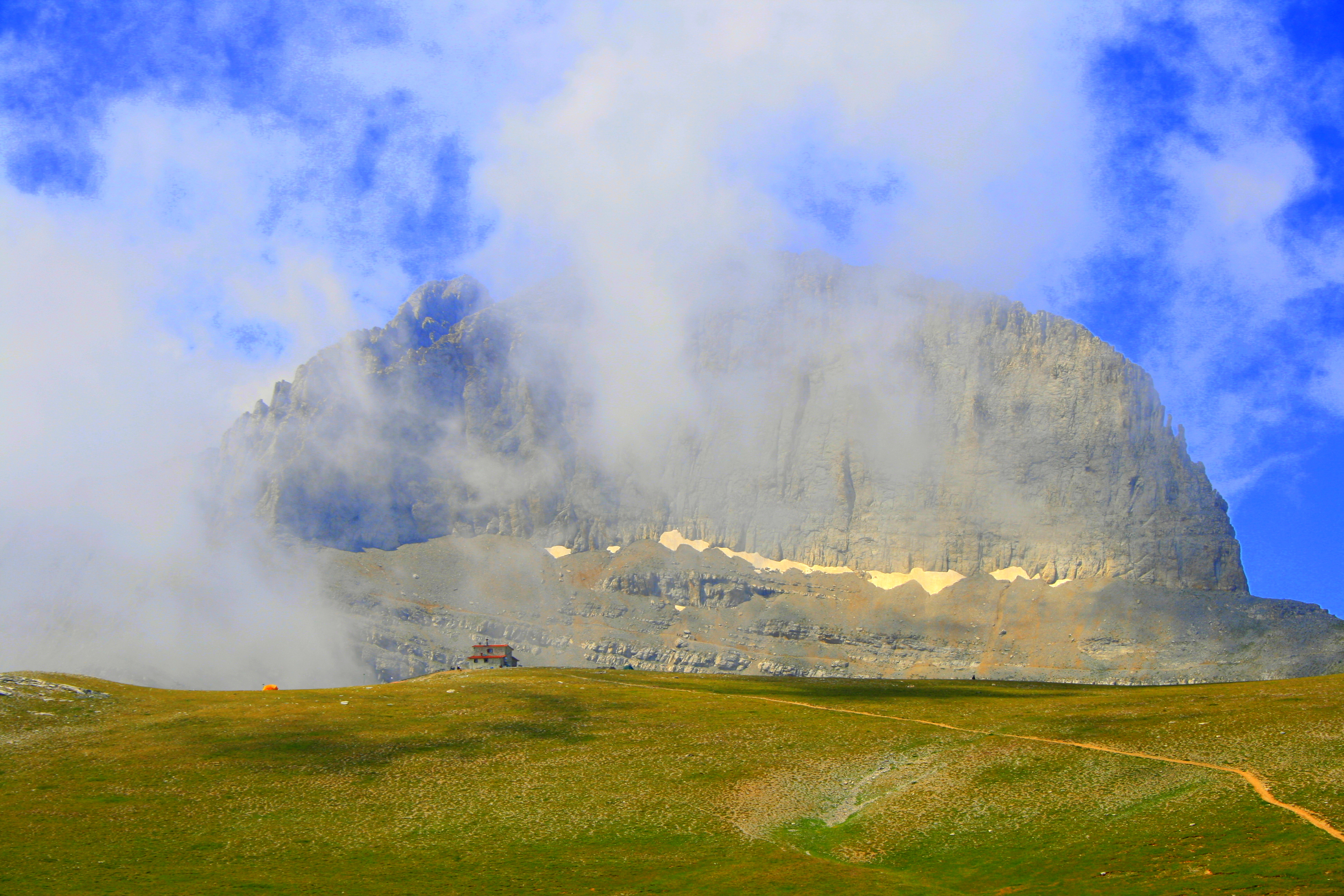
Widok na tle Olimpu

Obiekt położony jest na Płaskowyżu Muz z widokami na masyw Olimpu i Zatokę Termajską Morza Egejskiego.
Schronisko zostało zbudowane w latach 1960–1961. 6 marca 1964 nadano mu nazwę "Schronisko Króla Pawła" na cześć zmarłego honorowego prezydenta Klubu Greckich Alpinistów w Salonikach (S.E.O.). 13 czerwca 1984 przemianowano je na obecnego patrona. Nazwa pochodzi od postaci Christosa Kakalosa, który po raz pierwszy wszedł na Mitikas, najwyższy szczyt Olimpu, co miało miejsce 2 sierpnia 1913. Kakalos prowadził wówczas wyprawę szwajcarskich artystów: Daniela Baud-Bovyego i Frédérica Boissonnasa. Od 2003 kierownikiem jest Michalis Stilas, znany między innymi z udziału w misji Hellas Everest 2004 wraz ze swoim bratem Aleksandrosem Stilasem. Należy do Hellenic Mountaineering-Climbing Federation (E.O.O.A.).
Budynek stoi na wschodnim krańcu płaskowyżu, poniżej najwyżej położonego na Bałkanach schroniska Josos Apostolidis. Obiekt ma charakter sezonowy, dysponując 23 miejscami. Działa od końca maja do końca października, a także zimą (od grudnia do kwietnia). Oferuje turystom elektryczność, koce, kuchnię i zbiornik na wodę.